# Albrecht von Sinzendorf
Albrecht von Sinzendorf und Pottendorf, indicato anche come Alberto VII (Karlsbach, 24 agosto 1619 – Linz, 7 ottobre 1683), è stato un nobile e politico austriaco.

## Biografia
Membro dall'antica famiglia aristocratica austriaca dei Sinzendorf, Albrecht era figlio quartogenito del conte Johann Joachim von Sinzendorf (1570–1626) e di sua moglie, Judith (1575–1621); era nipote dei principi Carlo I, Massimiliano e Gundakar del Liechtenstein. Dopo la morte del padre, ricevette i feudi di Wasserburg e Freyenstein.
Educato alla corte imperiale dell'imperatore Ferdinando III del Sacro Romano Impero, ancora giovane ricoprì incarichi amministrativi minori nella Bassa Austria. Nel 1640 venne nominato ciambellano imperiale e nel 1645 venne incluso nel novero dei consiglieri imperiali. Dopo la morte di Ferdinando III, rimase a corte e venne elevato al titolo di conte assieme ai suoi fratelli nel 1662. Nel 1666 venne incluso nel consiglio privato dell'imperatore. Successivamente, divenne Hofmeister dell'imperatrice Eleonora Maddalena (1670–1678) e nel 1678-1683 fu Hofmarschall alla corte imperiale. Nell'aprile del 1683 venne nominato Hofmeister dell'imperatore e divenne contestualmente presidente del consiglio di stato, ma morì nell'ottobre di quello stesso anno. Dal 1675 era stato insignito dell'Ordine del Toson d'oro, la più alta onorificenza imperiale.

## Matrimonio e figli
Nel 1641 sposò Maria Barbara von Khevenhüller (1624–1696), figlia di Franz Christoph von Khevenhüller (1588–1650), ambasciatore in Spagna. Dal loro matrimonio nacquero tre figli. Le figlie Marie Zusana e Marie Josepha si sposarono rispettivamente con membri delle famiglie Colloredo e Porcia, mentre il figlio Franz Karl (1647–1668) morì durante un viaggio a Parigi.
Dalla proprietà ereditata dalla moglie, nel 1657 vendette la tenuta di Freyenstein a suo cognato Konrad Balthazar von Starhemberg.